# Das lila Lied
Das lila Lied (en français La Chanson violette) est une chanson allemande des années 1920, la première à parler ouvertement de l'homosexualité.

## Contexte historique
Après la proclamation de la République de Weimar, il y a une brève révolution des mœurs favorables à toutes les personnes homosexuelles. La situation politique s'accompagne certes de hauts et de bas, mais l'établissement des droits démocratiques fondamentaux et l'abolition de la censure mènent à une affirmation identitaire, en particulier dans les villes et surtout à Berlin. Pendant cette période, se créent de nombreuses nouvelles associations, clubs et bars. En 1919, Magnus Hirschfeld fonde son institut de sexologie, la même année Richard Oswald tourne Différent des autres, le premier film allemand traitant de l'homosexualité, et en 1921 a lieu la « Première conférence internationale pour une réforme sexuelle sur une base sexologique ».

## Parution
Deux hommes alors inconnus écrivent la chanson. Le texte est de Kurt Schwabach, qui aura une grande carrière jusque dans les années 1950. Le compositeur prend pour pseudonyme Arno Billing ; il s'agit des pseudonymes de Mischa Spoliansky, l'un des compositeurs de cabaret et de revue les plus importants de la République de Weimar. Tous deux dédicacent la chanson « Au chercheur et ami infatigable M. le conseiller médical Dr. Magnus Hirschfeld ».
La partition est publiée à l'automne 1920 par la maison d'édition Carl Schulz, qui publiait également l'hebdomadaire Die Freundschaft. Son succès est tel qu'en décembre de la même année la cinquième édition est publiée en couleur et à prix réduit. La chanson est alors surtout chantée dans les clubs lesbiens de la capitale allemande.
Les maisons de disques établissent des accords. On recense aujourd'hui trois enregistrements, tous de grandes maisons de disques. Quelques mois après la partition, un enregistrement orchestral avec un chant choral arrive sur le marché. Sur l'autre face se trouve une chanson schlager de Bummelpetrus, c'est la version la plus vendue pendant de nombreuses années. Un autre enregistrement est de l'un des orchestres de salon et d'enregistrement les plus populaires de la période de Weimar, l'Orchestre Marek Weber.
En 1921, la partition d'une adaptation hétérosexuelle intitulée Sei meine Frau auf vierundzwanzig Stunden (für einen Tag und für eine süße Nacht) (en français, Sois ma femme pendant vingt-quatre heures (pour un jour et pour une douce nuit)) est publiée, avec un texte de Richard Bars, qui sera ensuite enregistrée par l'Orchestre Dajos Béla.
Un enregistrement sonore de cette époque avec le texte complet est peu probable, car les chansons populaires, à moins qu'elles ne soient associées à un artiste spécifique, étaient enregistrées au mieux avec le chant en chœur[réf. nécessaire].

## Contenu
L'hymne se compose de deux strophes et d'un refrain. Dans le titre, le violet symbolise la couleur de tout un mouvement, contrairement au deuxième mouvement LGBT après la Seconde Guerre mondiale, où en Europe depuis lors le rose représente les gays et le violet les lesbiennes et le mouvement féministe qui lui est étroitement lié.
Dans le ductus de la chanson, on parle de confiance en soi et de fierté. Le point de vue de Hirschfeld sur les gays et les lesbiennes en tant que troisième genre peut être trouvé dans quelques lignes du texte.
La première strophe demande s'il est civilisé d'exclure des gens intelligents et bons qui ont un sang spécial et de les proscrire par la loi. La phrase de transition relève que la plupart des personnes concernées sont fières d'être différentes malgré tout.
Le refrain explique, avec Wir sind nun einmal anders als die Andern (Nous sommes différents des autres), en quoi consiste cette différence, notamment à ne pas aimer en phase avec la morale comme le reste du monde, qui est très curieux de tout ce qui sort de l'ordinaire, de l'hétéronormativité.
La deuxième strophe demande pourquoi tourmenter des gens qui sont différents afin qu'ils adoptent la morale de leur entourage. Même la menace d'être pendu – et la chanson dit qu'il faut avoir pitié de ceux qui l'exigent – n'empêchera pas un homosexuel ou une lesbienne d'être différent. La fin est consacrée à une meilleure perspective d'avenir.

## Postérité
Das lila Lied est rapidement une référence de la culture gay et lesbienne, que ce soit en petits groupes ou lors de grands bals en tant qu'élément spécial du programme. Une performance particulièrement étrange est donnée par Wilhelm Bendow, qui sur la scène toute violette porte un smoking violet spécialement conçu pour la représentation.
La drag queen Betty BBQ sort une nouvelle version de Das Lila Lied, produite par elle en 2020 à l'occasion du centième anniversaire de Das Lila Lied et interprétée avec le groupe de Fribourg-en-Brisgau Hairball Remedy sous le titre Das Lila Lied - Hairball Remedy Coverversion.